# Житомирська міська територіальна громада
Житомирська міська територіальна громада — територіальна громада в Україні, у Житомирському районі Житомирської області. Адміністративний центр — місто Житомир.

## Загальна інформація
Площа громади — 93,4 км², населення — 268 537 мешканців (2018).
Територією громади протікає річка Тетерів.

## Населені пункти
До складу громади входять місто Житомир і село Вереси.

## Історія
Утворена 27 вересня 2018 року шляхом приєднання Вересівської сільської ради Житомирського району до Житомирської міської ради обласного значення.
Склад громади підтверджено розпорядженням Кабінету Міністрів України № 711-р від 12 червня 2020 року «Про визначення адміністративних центрів та затвердження територій територіальних громад Житомирської області».
Відповідно до постанови Верховної Ради України від 17 червня 2020 року «Про утворення та ліквідацію районів», громада увійшла до складу новоствореного Житомирського району Житомирської області.

## Старостинський округ[5]
- Вересівський